# Pervenstvo Futbol'noj Nacional'noj Ligi 2021-2022
La Pervenstvo Futbol'noj Nacional'noj Ligi 2021-2022, nota anche come PFN Ligi 2021-2022 è stata la trentesima edizione della seconda serie del campionato russo di calcio.

## Stagione

### Novità
Dalla PFN Ligi 2020-2021 sono state promosse in Prem'er-Liga il Kryl'ja Sovetov Samara e il Nižnij Novgorod. Dalla Prem'er-Liga sono retrocesse Rotor e Tambov.
Sono retrocesse in Vtoroj divizion Akron Togliatti, Tom' Tomsk, Irtyš Omsk, Dinamo Brjansk, Čertanovo e Šinnik. Sono salite dalla Vtoroj divizion Kuban', Olimp-Dolgoprudnyj, Metallurg Lipeck e KAMAZ.
Il Čajka Pesčanopskoe è stato estromesso dalla federcalcio russa per partite truccate, mentre il Tambov si è sciolto per bancarotta e non si è iscritto al torneo. Questo ha comportato il ripescaggio di Akron Togliatti e Tom' Tomsk.

### Formula
Le 20 squadre si affrontano in un girone all'italiana con partite di andata e ritorno, per un totale di 38 giornate. Le prime due classificate vengono promosse direttamente in Prem'er-Liga, mentre le ultime quattro classificate retrocedono in Pervenstvo Professional'noj Futbol'noj Ligi. La terza e la quarta classificata giocano uno spareggio promozione/retrocessione contro terzultima e quartultima di Prem'er-Liga. Le squadre formazioni riserve di club di massima serie non possono essere promosse.

## Squadre partecipanti
| Squadra             | Stagione | Città            | Stadio                          | Stagione precedente                         |
| ------------------- | -------- | ---------------- | ------------------------------- | ------------------------------------------- |
| Akron Togliatti     | dettagli | Togliatti        | Stadio Kristall                 | 17º in PFN Ligi, retrocesso e poi ripescato |
| Alanija Vladikavkaz | dettagli | Vladikavkaz      | Respublikanskij stadion Spartak | 4º in PFN Ligi                              |
| Baltika             | dettagli | Kaliningrad      | Arena Baltika                   | 5º in PFN Ligi                              |
| Enisej              | dettagli | Krasnojarsk      | Stadio Centrale                 | 10º in PFN Ligi                             |
| Fakel Voronež       | dettagli | Voronež          | Tsentralnyi Profsoyuz           | 9º in PFN Ligi                              |
| KAMAZ               | dettagli | Naberežnye Čelny | Stadio KAMAZ                    | 1º nel Girone 4 di PPF Ligi, promosso       |
| Krasnodar-2         | dettagli | Krasnodar        | Stadio Kuban'                   | 16º in PFN Ligi                             |
| Kuban'              | dettagli | Krasnodar        | Stadio Kuban'                   | 1º nel Girone 1 di PPF Ligi, promosso       |
| Metallurg Lipeck    | dettagli | Lipeck           | Stadio Metallurg                | 1º nel Girone 3 di PPF Ligi, promosso       |
| Neftechimik         | dettagli | Nižnekamsk       | Stadio Neftechimik              | 7º in PFN Ligi                              |
| Olimp-Dolgoprudnyj  | dettagli | Dolgoprudnyj     | Stadio Saljut                   | 1º nel Girone 2 di PPF Ligi, promosso       |
| Orenburg            | dettagli | Orenburg         | Stadio Gazovik                  | 2º in PFN Ligi, rinunciò alla promozione    |
| Rotor               | dettagli | Volgograd        | Volgograd Arena                 | 15º posto in Prem'er-Liga, retrocesso       |
| SKA-Chabarovsk      | dettagli | Chabarovsk       | Stadio Lenin                    | 11º in PFN Ligi                             |
| Spartak-2 Mosca     | dettagli | Mosca            | Accademia Spartak               | 14º in PFN Ligi                             |
| Tekstilščik Ivanovo | dettagli | Ivanovo          | Stadio Tekstilščik              | 15º in PFN Ligi                             |
| Tom' Tomsk          | dettagli | Tomsk            | Stadio Trud                     | 18º in PFN Ligi, retrocesso e poi ripescato |
| Torpedo Mosca       | dettagli | Mosca            | Stadio Ėduard Strel'cov         | 6º in PFN Ligi                              |
| Veles Mosca         | dettagli | Mosca            | Avangard Stadium                | 8º in PFN Ligi                              |
| Volgar' Astrachan'  | dettagli | Astrachan'       | Stadio Centrale                 | 13º in PFN Ligi                             |

## Classifica finale
|  | Pos. | Squadra             | Pt | G  | V  | N  | P  | GF | GS | DR  |
|  | ---- | ------------------- | -- | -- | -- | -- | -- | -- | -- | --- |
|  | 1.   | Torpedo Mosca       | 75 | 38 | 20 | 15 | 3  | 65 | 36 | +29 |
|  | 2.   | Fakel Voronež       | 74 | 38 | 23 | 5  | 10 | 60 | 33 | +27 |
|  | 3.   | Orenburg            | 74 | 38 | 23 | 5  | 10 | 64 | 37 | +27 |
|  | 4.   | SKA-Chabarovsk      | 65 | 38 | 19 | 8  | 11 | 48 | 38 | +10 |
|  | 5.   | Enisej              | 63 | 38 | 19 | 6  | 13 | 58 | 55 | +3  |
|  | 6.   | Alanija Vladikavkaz | 60 | 38 | 17 | 9  | 12 | 75 | 53 | +22 |
|  | 7.   | Spartak-2 Mosca     | 58 | 38 | 18 | 4  | 16 | 48 | 55 | -7  |
|  | 8.   | Neftechimik         | 58 | 38 | 17 | 7  | 14 | 60 | 43 | +17 |
|  | 9.   | Akron Togliatti     | 58 | 38 | 16 | 10 | 12 | 47 | 40 | +7  |
|  | 10.  | Baltika             | 58 | 38 | 14 | 16 | 8  | 51 | 30 | +21 |
|  | 11.  | Krasnodar-2         | 53 | 38 | 15 | 8  | 15 | 45 | 45 | 0   |
|  | 12.  | Kuban'              | 49 | 38 | 13 | 10 | 15 | 45 | 48 | -3  |
|  | 13.  | Veles Mosca         | 48 | 38 | 14 | 6  | 18 | 45 | 48 | -3  |
|  | 14.  | Tom' Tomsk          | 48 | 38 | 13 | 9  | 16 | 51 | 60 | -9  |
|  | 15.  | Olimp-Dolgoprudnyj  | 41 | 38 | 9  | 14 | 15 | 35 | 47 | -12 |
|  | 16.  | Volgar' Astrachan'  | 39 | 38 | 10 | 9  | 19 | 30 | 43 | -13 |
|  | 17.  | KAMAZ               | 37 | 38 | 8  | 13 | 17 | 29 | 45 | -16 |
|  | 18.  | Rotor               | 36 | 38 | 8  | 12 | 18 | 37 | 53 | -16 |
|  | 19.  | Metallurg Lipeck    | 33 | 38 | 9  | 6  | 23 | 31 | 70 | -39 |
|  | 20.  | Tekstilščik Ivanovo | 23 | 38 | 5  | 8  | 25 | 31 | 76 | -45 |

Legenda:
      Promossa in Prem'er-Liga 2022-2023.
 Ammessa agli spareggi promozione/retrocessione.
      Retrocessa in Vtoraja liga Rossii 2022-2023.
Note:
Tre punti a vittoria, uno a pareggio, zero a sconfitta.

## Spareggio promozione-retrocessione
|                | Risultati |                | Luogo e data               |
| -------------- | --------- | -------------- | -------------------------- |
| SKA-Chabarovsk | 1 - 0     | Chimki         | Chabarovsk, 25 maggio 2022 |
| Chimki         | 3 - 0     | SKA-Chabarovsk | Chimki, 28 maggio 2022     |
|                |           |                |                            |
| Orenburg       | 2 - 2     | Ufa            | Orenburg, 25 maggio 2022   |
| Ufa            | 1 - 2     | Orenburg       | Ufa, 28 maggio 2022        |
|                |           |                |                            |

## Statistiche

### Classifica marcatori
| Gol |  |  | Giocatore          | Squadra             |
| --- |  |  | ------------------ | ------------------- |
| 22  |  |  | Maksim Maksimov    | Fakel Voronež       |
| 18  |  |  | Aleksandr Jušin    | Neftechimik         |
| 17  |  |  | Aleksandr Stavpec  | Tom' Tomsk          |
| 15  |  |  | Joel Fameyeh       | Orenburg            |
| 15  |  |  | Muchammad Sultonov | Torpedo Mosca       |
| 14  |  |  | David Karaev       | SKA-Chabarovsk      |
| 14  |  |  | Islam Mašukov      | Alanija Vladikavkaz |
| 13  |  |  | Artur Galojan      | Veles Mosca         |
| 13  |  |  | Amur Kalmykov      | Torpedo Mosca       |
| 13  |  |  | Vladislav Šitov    | Spartak-2 Mosca     |